# Christopher Lambert
Christopher Lambert (* 29. března 1957 jako Christophe Guy Denis Lambert, Great Neck, New York, USA) je francouzský herec, narozený ve Spojených státech amerických. Ve francouzsky mluvících zemích je v titulcích uváděn jako Christophe Lambert. Proslavil se zejména rolí Connora MacLeoda ve filmové sérii Highlander a rolí lorda Raidena ve filmu Mortal Kombat. Zahrál si též v seriálu Námořní vyšetřovací služba L.A.. Často spolupracoval se scenáristou Bradem Mirmanem a režisérem Russelem Mulcahym.

## Život a filmová kariéra
Jeho otec byl francouzský diplomat pracující v Organizaci spojených národů. Od svých dvou do šestnácti let Christopher Lambert vyrůstal ve švýcarské Ženevě, než se rodina odstěhovala do Paříže, kde byl přijat do hereckého programu na konzervatoři. Jako herec debutoval v roce 1980 ve filmu Bar s telefonem.
V roce 1984 ho režisér Hugh Hudson obsadil do hlavní role ve filmu Tarzan / Příběh Tarzana, pána opic. Následující role Connora MacLeoda ve filmu Highlander mu v roce 1986 otevřela cestu k filmové slávě. K roli nesmrtelného skotského horala se vrátil ve všech třech pokračováních, která byla uvedena v kině; objevil se i v cameo roli v pilotních dílech seriálů, které na filmy navazovaly. V roce 1986 získal cenu César v kategorii nejlepší herec za výkon ve filmu Podzemka režiséra Luca Bessona. Na konci 80. let spolupracoval se známými filmaři (např. s Michaelem Ciminem na filmu Sicilián nebo s Agnieszkou Holland na filmu Jak zabít kněze), poté hrál v několika spíše průměrných thrillerech (Tah jezdcem, Duel v poušti), později i v řadě filmů druhé kategorie (Beowulf, Pevnost strachu, Absolon) a horších (Král Galů, Ghost Rider 2).
V letech 1988 až 1994 byl ženatý s Diane Lanovou, s níž má dceru Eleanor Jasmine (narozena 5. září 1993). V roce 1996 chodil s Albou Pariettiovou, v únoru 1999 se podruhé oženil s Jaimyse Haftovou. Od roku 2007 chodí s francouzskou herečkou Sofií Marceauovou, s kterou se objevil ve snímku Život nikdy nekončí. Blízkými přáteli Christophera Lamberta jsou Mario Van Peebles a Sean Connery, po jejichž boku se objevil v několika filmech.

## Vybraná filmografie
- Špinavá záležitost (1981)
- Legitimní násilí (1982)
- Tarzan / Příběh Tarzana, pána opic (1984)
- V záři reflektorů (1984)
- Podzemka (1985)
- Highlander (1986)
- Sicilián (1987)
- Jak zabít kněze (1988)
- Proč já? (1990)
- Highlander 2 – Síla kouzla (1991)
- Tah jezdcem (1992)
- Pevnost strachu (1992)
- Pistolníci (1993)
- Nabitá zbraň 1 (1993) (cameo, scéna vystřižena)
- Duel v poušti (1994)
- Highlander 3 (1994)
- Mortal Kombat (1995)
- Štvanice (1995)
- Adrenalin: Předběhni smrt (1996)
- Podlé zbraně (1997)
- Nirvana (1997)
- Beowulf (1999)
- Věznice Fortress 2 (1999)
- Vraždy podle Jidáše (1999)
- Highlander: Zúčtování (2000)
- Král Galů (2001)
- Úkol zabít (2001)
- Klavírista (2002)
- Absolon (2003)
- Mé druhé já (2004)
- Apokalypsa (2006)
- Meč spravedlnosti (2006)
- Život nikdy nekončí (2009)
- Sama v Africe (2009)
- Tajemství velryb (2010)
- Ghost Rider 2 (2011)
- Námořní vyšetřovací služba L.A. (2012–2013)
- Ave, Caesar! (2016)
- Sobibor (2018)
- Černá listina (2019)